# Kivéri
Kivéri (Kiveri) är en ort i Grekland.   Den ligger i prefekturen Nomós Argolídos och regionen Peloponnesos, i den södra delen av landet, 100 km sydväst om huvudstaden Aten. Kivéri ligger 1 meter över havet och antalet invånare är 911.
Terrängen runt Kivéri är varierad. Havet är nära Kivéri åt nordost.  Närmaste större samhälle är Argos, 12,2 km norr om Kivéri. 